# 10612 Houffalize
10612 Houffalize là một tiểu hành tinh vành đai chính với chu kỳ quỹ đạo là 1828.5221107 ngày (5.01 năm).
Nó được phát hiện ngày 3 tháng 5 năm 1997.